# Krzywcza

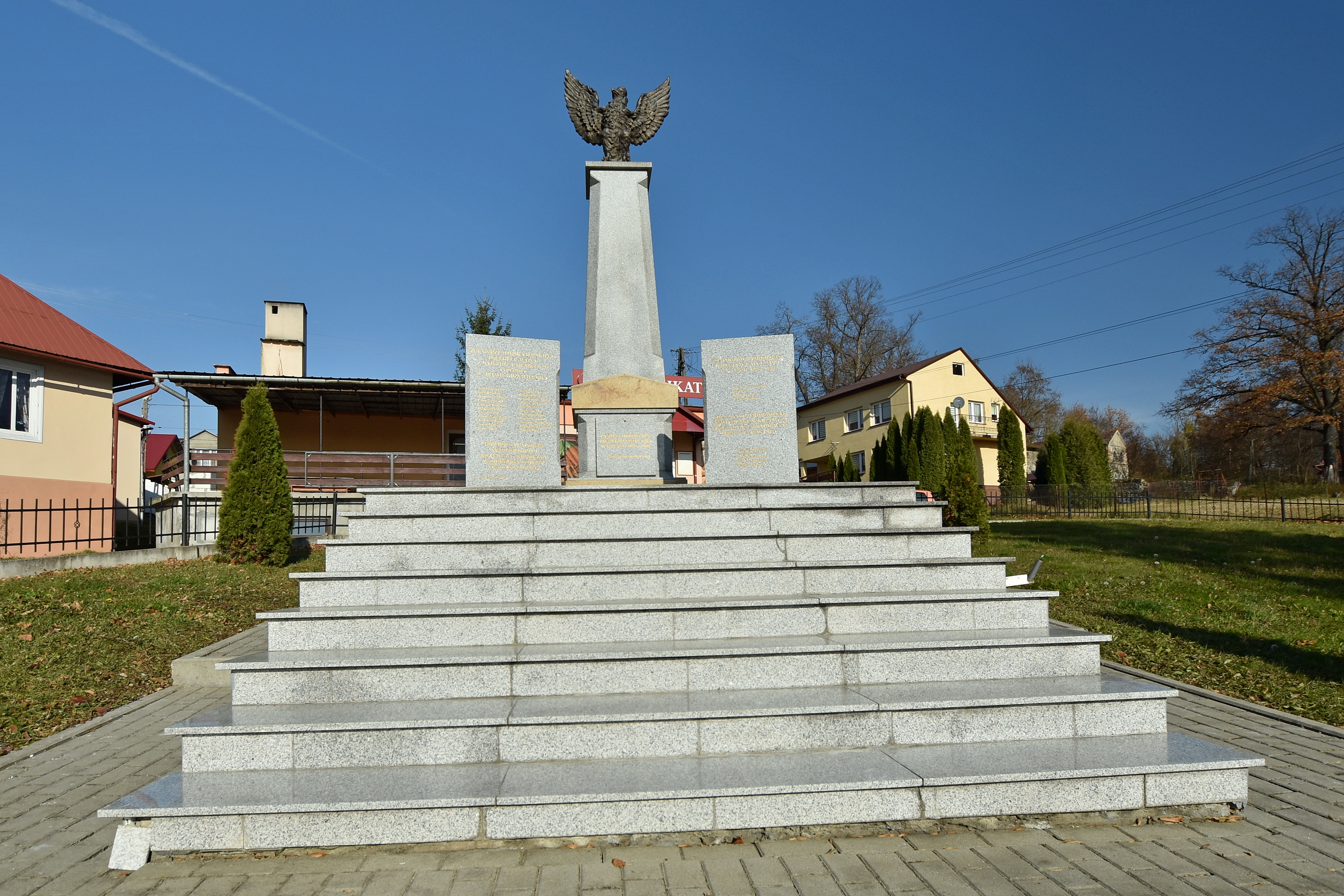
Pomnik

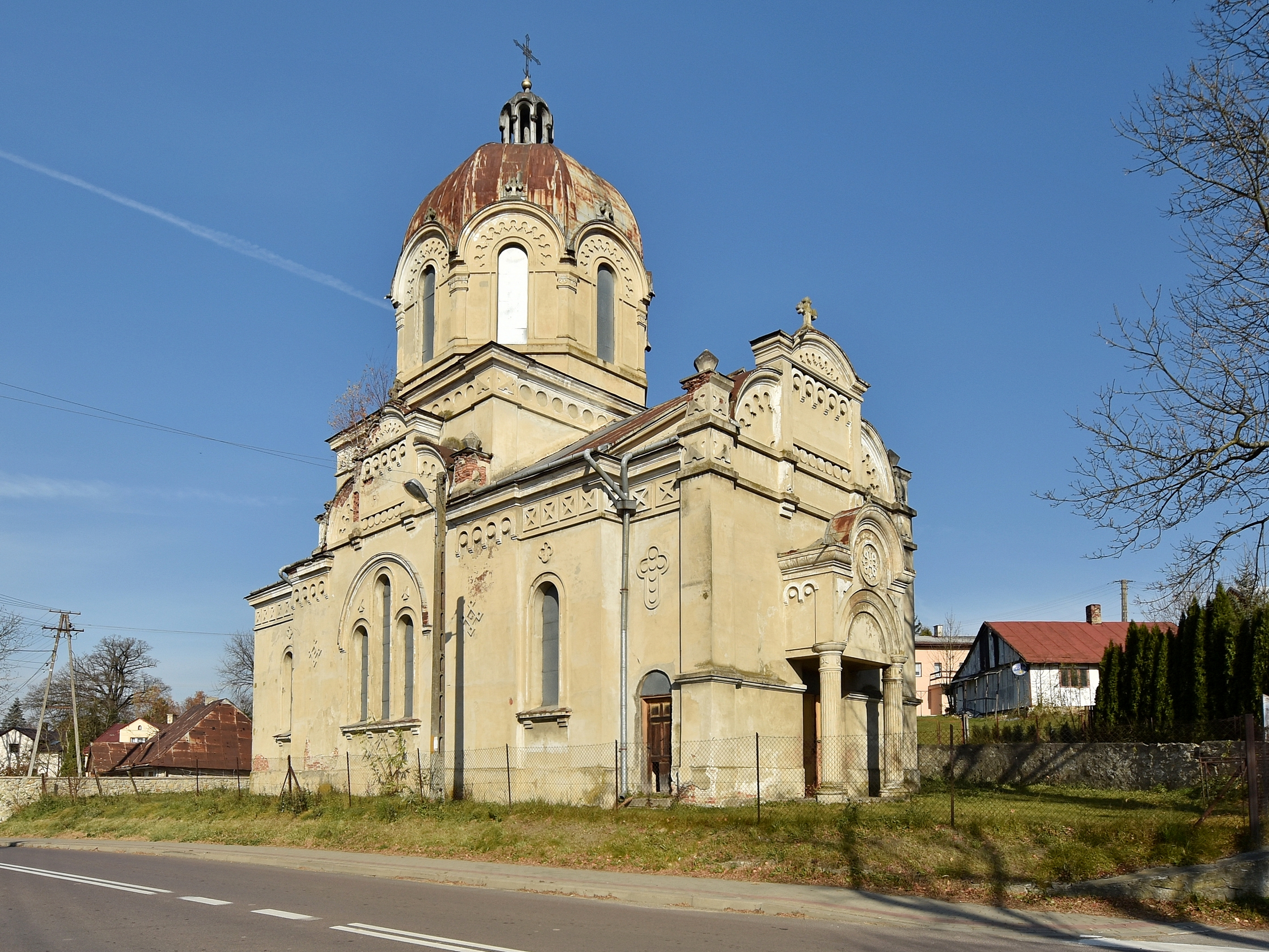
Zabytkowa cerkiew

Krzywcza – wieś (dawniej miasto) w Polsce, położona w województwie podkarpackim, w powiecie przemyskim, siedziba gminy Krzywcza. Miejscowość leży na Pogórzu Dynowskim, na lewym brzegu Sanu przy drodze wojewódzkiej nr 884 Przemyśl – Domaradz w odległości 20 km na zachód od Przemyśla.
Krzywcza uzyskała lokację miejską w 1444 roku, zdegradowana w 1888 roku.

## Integralne części wsi
| SIMC    | Nazwa       | Rodzaj    |
| ------- | ----------- | --------- |
| 0605134 | Babia Rzeka | część wsi |
| 0605140 | Blich       | część wsi |
| 0605157 | Ulica       | część wsi |
| 0605163 | Za Rzeką    | część wsi |
| 0605170 | Zawał       | część wsi |

## Historia
Od 1340 do 1772 miejscowość wchodziła w skład ziemi przemyskiej, która od 1434 znajdowała się w województwie ruskim. Do 1914 powiat przemyski, powiat podatkowy w Przemyślu, austriacka Prowincja Galicja. Do 1939 roku województwo lwowskie.
Pierwsze pisane wzmianki o Krzywczy pochodzą z 1353 roku, kiedy to przy podziale wsi Hnatkowice wymieniany jest jako świadek Kdewko Krywecki. Kilkakrotnie wzmiankowana jest Krzywcza w różnych dokumentach w 1397 roku. W 1398 roku miejscowość posiadała już prawa miejskie. Pierwsza osada istniała na terenie obecnej szkoły podstawowej. Teren ten w przeszłości znajdował się między dwoma odnogami Sanu i tworzył wyspę, na której znajdowała się wieś zwana Błodźce. W późniejszym czasie teren był otoczony bagniskiem i stawami. Stąd przypuszczalnie wywodzi się nazwa miejscowości, która prawdopodobnie wywodzi się od starosłowiańskiego słowa "kri", co znaczy "podmokły". Inną etymologię pochodzenia nazwy "Krzywcza" podaje Rymut, wywodząc ją od nazwy osobowej Krzywiec, względnie Krzywek, co zdaniem archeologów potwierdza dokument z 1397 roku, w którym użyto nazwy Crzywca. W XIV w. miejscowość została podniesiona na wyższe i suchsze miejsce. Być może wiązało to się z lokacją miasta na prawie niemieckim. Jego właścicielami byli bracia Jan i Szymon, synowie Dziersława z Brześcia.
W 1446 roku Krzywcza należała do braci Rafała i Habra (Chabra). Istniał już tu wtedy kościół, dwór obronny i młyn. W 1486 roku Rafał z Krzywczy powiększył uposażenie parafii. Z tego okresu pochodzi najprawdopodobniej herb Krzywczy - Leliwa - na błękitnym polu złota sześciopromienna gwiazda pomiędzy rogami złotego księżyca. W tym okresie znajdowało się tu dużo stawów rybnych, dziś nieistniejących. Rozwinięta była również produkcja zboża. Wiele też było pól, na których uprawiano hreczkę. W tym czasie w Krzywczy istniały też liczne barcie.
W XVI wieku po zamążpójściu Małgorzaty Krzywieckiej za Aleksandra Orzechowskiego, miasteczko przeszło w ręce rodziny Orzechowskich herbu Oksza. Przez wiele lat miejscowość była pod ich rządami. W 1518 roku nastąpił podział dóbr Krzywcza między Stanisławem - pisarzem przemyskim - a Janem i Aleksandrem Orzechowskim.
W 1620 roku ziemia krzywiecka przechodzi w ręce Ostrowskich (również herbu Leliwa). W 1624 roku odnotowano pożar miejscowości spowodowany najazdem Tatarów. Spłonął wtedy drewniany kościół. Po pożarze, zapewne za niską cenę, miasteczko kupił Marcin Krasicki z Siecina, wojewoda podolski. Zniszczenia musiały być bardzo duże, ponieważ Krzywczę ponownie lokowano na prawie magdeburskim. Odpowiedni przywilej wydał dopiero król Zygmunt III Waza w sobotę po uroczystości św. Marcina biskupa w 1624 roku. Dla umocnienia obronności nowy dziedzic zbudował zameczek wyposażony w działa, śmigowice i moździerze. Ufundował również murowany kościół, który oprócz funkcji sakralnej wchodził w system obronny miejscowości. Wspierał również finansowo i obdarowywał przywilejami parafie greckokatolickie istniejące w jego włościach. Marcin Krasicki - wojewoda podolski - zmarł bezpotomnie w 1631 roku. Swoje dobra zapisał swojemu bratankowi Marcinowi Konstantemu Krasickiemu — podczaszemu i kasztelanowi ziemi przemyskiej. W wyniku podziału dóbr po Marcinie Konstantym w 1672 roku starszy jego syn Jerzy, stolnik przemyski, otrzymał Krzywczę, Wolę Krzywiecką i Średnią. Młodszy syn, Aleksander, wszedł w posiadanie Kupnej i Chyrzynki. Następnie po Jerzym Krzywcza, Wola Krzywiecka i Średnia wróciły do Orzechowskich.
Na mocy dekretu trybunalskiego w 1723 roku względem spadku po Aleksandrze Krasickim, Kupnę i Chyrzynę otrzymali Woronowiczowie. W 1717 roku w środę przed uroczystością św. Franciszka Wyznawcy, Krzywcza otrzymała przywilej od króla Augusta II organizowania 8 jarmarków rocznie. W 1722 miasto było pod władaniem Hieronima Orzechowskiego. Krzywcza była otoczona parkanem, a zamek i kościół stanowiły główne punkty obrony. Następnie Krzywczę, Wolę Krzywiecką, Średnię i Chyrzynę nabył Joachim Boznański.
W 1814 roku Krzywcza należała do Józefa Benedykta Pawlikowskiego. Potem miejscowość weszła we władanie Adama Starzeńskiego. W 1872 roku dobra krzywieckie kupił Bolesław Jocz herbu Godziemba. W XIX wieku w Krzywczy czynna była gorzelnia, później aż do początku wieku XX - browar (spłonął ok. 1911 roku). We wszystkich wsiach również istniały karczmy. W 1889 roku władze austriackie odebrały im prawo wyszynku.

### XX wiek
Prom na Sanie łączący Krzywczę z Chyrzyną, funkcjonował już przed rokiem 1914. W 1913 roku Krzywcza należała do Emanuela Bocheńskiego, ówczesnego starosty przemyskiego. Ostatnim "niedoszłym" właścicielem miał być Stefan Stroński. W wyniku reformy administracyjnej niektóre gminy utraciły prawo miejskie, należała do nich m.in. Krzywcza.
13 września 1939 w okolicach Krzywczy w bitwie z wojskami niemieckimi poległo 25 żołnierzy z 11 Karpackiej Dywizji Piechoty. W latach 1939–1942 Niemcy zamordowali tu 200 Żydów.
W latach 1945–1946 nacjonaliści ukraińscy z OUN-UPA zamordowali we wsi 33 Polaków, paląc większość gospodarstw.
W wyniku obu wojen światowych Krzywcza była bardzo podniszczona. Z dawnej zabudowy pozostało tylko kilka domów. Na rynku dnia 7 października 1984 roku odsłonięto pomnik ku czci poległych. W dworze krzywieckim rezydentem był pod koniec swojego życia Jan Zachariasiewicz, znany dziennikarz, poeta i powieściopisarz. We wsi zachował się dwór zbudowany w 1928 roku z wykorzystaniem murów znacznie starszego, zniszczonego na początku I wojny światowej. Obecnie mieści się w nim ośrodek zdrowia. W sąsiedztwie dworu zachowały się relikty obwałowań zwane przez miejscową ludność "Basztą". Zachowała się również stajnia dworska oraz park, w którym najcenniejszym drzewem jest miłorząb japoński o charakterystycznych wachlarzykowatych liściach, rosnący obok obecnego budynku ośrodka zdrowia. Przetrwała również aleja grabowa licząca ponad 100 lat, składająca się obecnie ze 150 drzew.
Decyzją z 5 maja 1936 rady gminy Krzywcza tytułem honorowego obywatela Krzywczy został wyróżniony starosta przemyski Adam Remiszewski
W latach 1945–1947 zmniejszyła się znacznie liczba mieszkańców Krzywczy i parafii. Było to wynikiem wysiedlania ludności ukraińskiej na Ukrainę Radziecką i na ziemie odzyskane. Zaraz po zakończeniu wojny zaczęła funkcjonować 7-klasowa szkoła podstawowa. W 1950 roku oddano do użytku gminną bibliotekę publiczną. W 1954 roku uruchomiono w budynku dworskim ośrodek zdrowia. W wyniku ustawy o podziale administracyjnym gminę Krzywcza podzielono na dwie gromady: Krzywcza i Babice. Gromada Krzywcza składała się z sołectw: Krzywcza, Chyrzyna, Kupna, Reczpol, Ruszelczyce, Średnia i Wola Krzywiecka. W roku szkolnym 1968/1969 utworzono w Krzywczy Zasadniczą Szkołę Rolniczą, którą umiejscowiono w budynku podworskim. W 1958 roku przekształcono ją w Szkołę Przysposobienia Rolniczego (SPR). W 1973 roku, w wyniku następnej reformy utworzono gminę Krzywcza, która składała się z połączonych gromad Babice i Krzywcza. Pierwszym mianowanym naczelnikiem gminy został Ryszard Jancyszyn. W 1991 roku w pierwszych po wojnie wolnych wyborach samorządu terytorialnego wójtem gminy Krzywcza została wybrana Zofia Lekka, następnie rządy sprawował Zbigniew Korytko. W listopadzie 2002 roku na stanowisko wójta ponownie została wybrana Zofia Lekka.
W 2025 r. na terenie wsi oddano do użytku turystyczną wieżę widokową.

## Demografia
- początek XVIII wieku, około 460 mieszkańców
- 1921 - 174 domy i 928 mieszkańców: 402 rzymskich katolików, 323 grekokatolików i 203 żydów
- 1939 - 1050 mieszkańców: 470 Polaków, 350 Ukraińców, 230 Żydów

## Wyznania

### Wyznawcy judaizmu
Kahał w Krzywczy powstał około 1777 roku. W 1741 roku na terenie parafii Krzywcza zamieszkiwało 400 żydów. W 1870 roku do gminy żydowskiej należała synagoga oraz 625 osób, gmina posiadała również cmentarz oraz szkołę religijną. Rabinem w Krzywczy był wówczas Mosze Elezier Galler, żonaty z córką cadyka dynowskiego Cwi Elimelecha. W 1900 roku do gminy wyznaniowej żydowskiej w Krzywczy należało 935 osób, po tym roku gminę włączono do gminy przemyskiej. Do dziś zachowała się dom rabina Uriego, który sprawował swoją posługę do 1939 r. Obecnie znajduje się w nim apteka. W okresie okupacji większość żydowskich mieszkańców została wywieziona do getta w Przemyślu. Do chwili obecnej na terenie wsi zachował się cmentarz żydowski, na którym stoi 10 nagrobków.

## Zabytki
- cerkiew Narodzenia Najświętszej Maryi Panny w Krzywczy
- barokowy Kościół Narodzenia NMP
- zespół dworski[12].
- zamek[13]